# Třída Carlisle
Třída Carlisle (jinak též třída Capetown) byla třída lehkých křižníků Royal Navy. Byla to poslední ze sedmi tříd lehkých křižníků souhrnně označovaných jako třída C. Celkem bylo postaveno pět jednotek této třídy. Ve službě byly od roku 1918. Dokončeny byly až po skončení první světové války. Čtyři jednotky byly během služby přestavěny na protiletadlové křižníky. Všechny se ovšem účastnily bojů druhé světové války, ve které byly dvě jednotky ztraceny. Zbylé tři byly po válce sešrotovány.

## Stavba
Stavba pětice křižníků byla objednána v červnu a červenci 1917. Představovaly mírně upravenou verzi třídy Ceres. Hlavní změnou byla zvýšená příď zlepšující nautické vlastností lodí. Do služby byly zařazeny v letech 1918–1922.
Jednotky třídy Carlisle:
| Jméno    | Loděnice      | Založení kýlu      | Spuštění na vodu   | Přijetí do služby | Status                                                           |
| -------- | ------------- | ------------------ | ------------------ | ----------------- | ---------------------------------------------------------------- |
| Cairo    | Cammell Laird | 28. listopadu 1917 | 19. listopadu 1918 | říjen 1919        | Dne 12. srpna 1942 potopen ve Středomoří italskou ponorkou Axum. |
| Calcutta | Vickers       | 18. října 1917     | 9. července 1918   | srpen 1919        | Dne 1. června 1941 byl při evakuaci Kréty potopen náletem.       |
| Capetown | Cammell Laird | 23. února 1918     | 18. června 1919    | únor 1922         | Prodán do šrotu 1946.                                            |
| Carlisle | Fairfield     | 2. října 1917      | 9. července 1918   | listopad 1918     | Prodán do šrotu 1948.                                            |
| Colombo  | Fairfield     | 8. prosince 1917   | 18. prosince 1918  | červenec 1919     | Prodán do šrotu 1948.                                            |

## Konstrukce

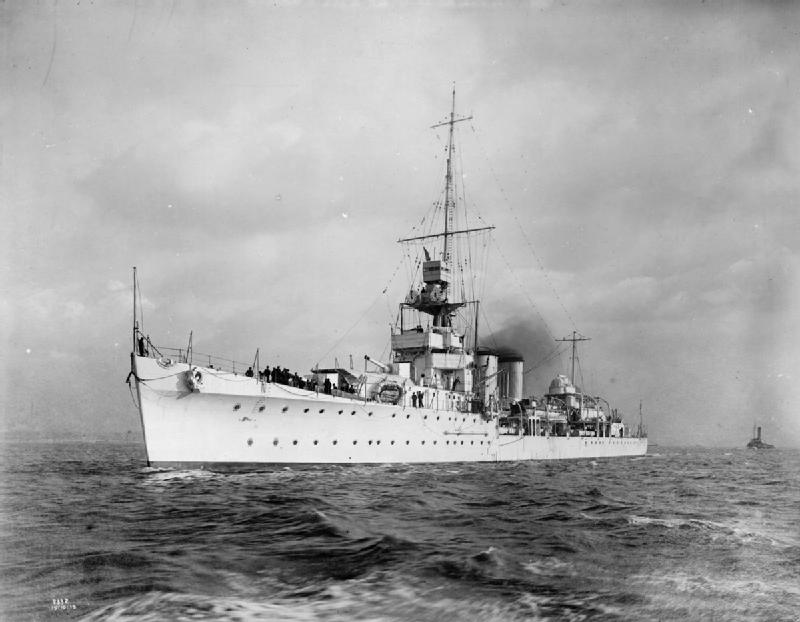
HMS Cairo před rokem 1939

### Lehké křižníky
Prvotní výzbroj i pancéřování křižníků se shodovaly s předcházející třídou Ceres. Lodě nesly pět 152mm kanónů, dva 76mm kanóny a čtyři dvojité 533mm torpédomety. Pohonný systém tvořilo šest kotlů Yarrow a dvě turbínová soustrojí Parsons o výkonu 40 000 hp, pohánějící dva lodní šrouby. Nejvyšší rychlost dosahovala 29 uzlů.

### Protiletadlové křižníky

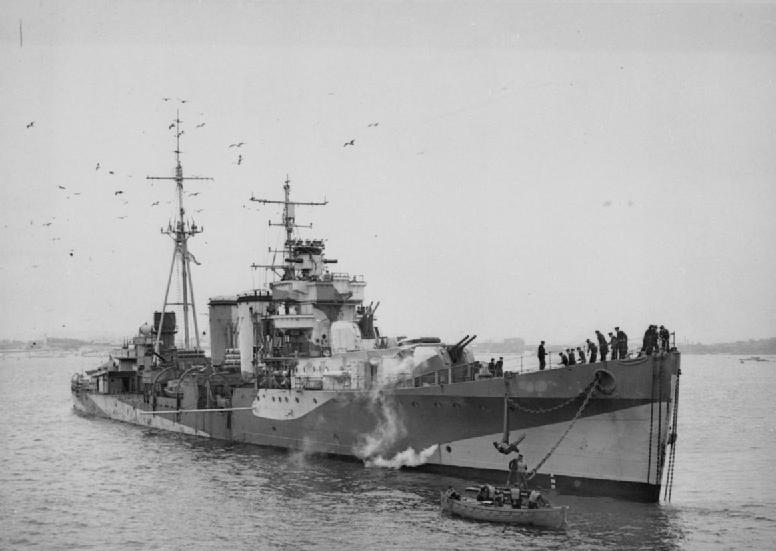
HMS Colombo v roce 1943

Do roku 1939 byly křižníky Cairo a Calcutta upraveny na protiletadlové křižníky, v roce 1940 byl stejně upraven křižník Carlisle a o tři roky později byl přestavěn rovněž křižník Colombo. V podobě klasického lehkého křižníku tak do svého vyřazení zůstal pouze Capetown. Veškerá dosavadní výzbroj byla sejmuta a jejich hlavní zbraní se staly nové dvouúčelové 102mm kanóny. Cairo, Calcutta a Carlisle jich měly osm, přičemž je doplňovaly čtyři 40mm kanóny a osm 12,7mm kulometů. Výzbroj křižníku Colombo se mírně lišila, tvořilo ji šest 102mm kanónů, čtyři 40mm kanóny a čtrnáct 20mm kanónů.

## Osudy
Všechny křižníky se účastnily druhé světové války. Dva byly ve válce ztraceny. Calcutta byla 1. června 1941 potopena nepřátelskými letadly. Cairo potopila 12. srpna 1942 italská ponorka Axum. Křižníky Capetown, Carlisle a Colombo válku přečkaly a byly nedlouho po ní sešrotovány.